# Услон
Усло́н — село в Зиминском районе Иркутской области России. Административный центр Услонского муниципального образования.

## География
Находится в 2,5 км к западу от окраин города Зима, в 10 км к юго-западу от промзоны Саянскхимпласта, в 23 км от Саянска и в 240 км к северо-западу от Иркутска.
Имеется тупиковая подъездная дорога от города Зима. Ближайшая ж.-д. станция Зима (на Транссибе) находится в центре города, в 5 км к востоку от села.

## Население
| 2002 | 2010 | 2011 | 2012 |
| ---- | ---- | ---- | ---- |
| 458  | ↗722 | ↘721 | ↗732 |